# Марьина Роща (станция метро, Большая кольцевая линия)
«Ма́рьина Ро́ща» — станция Московского метрополитена на Большой кольцевой линии. Связана пересадкой с одноимённой станцией на Люблинско-Дмитровской линии. Расположена в районе Марьина Роща (СВАО). Открыта 1 марта 2023 года в составе участка «Электрозаводская» — «Савёловская» во время церемонии полного замыкания Большой кольцевой линии. Пилонная трёхсводчатая станция глубокого заложения с одной островной платформой. Стала второй по глубине станцией в Московском метрополитене после станции «Парк Победы», но при этом с самым длинным эскалатором в Московском метрополитене, отобрав этот титул у станции «Парк Победы».

## Название
Своё название станция получила по соседней одноимённой станции Люблинско-Дмитровской линии. 8 апреля 2015 года будущая станция была переименована постановлением Правительства Москвы в «Шереметьевскую» — по находящейся рядом одноимённой улице, а 5 ноября 2019 года ей было возвращено старое название.

## Расположение и вестибюли
Станция находится вдоль 3-го проезда Марьиной Рощи на пересечении с Шереметьевской улицей и имеет один вестибюль в сквере между 4-м и 5-м проездами Марьиной Рощи. Из западного торца осуществляется пересадка на расположенную в непосредственной близости станцию «Марьина Роща» Люблинско-Дмитровской линии. Также предполагается, что будет производиться пересадка и на остановочный пункт Марьина Роща Рижского направления МЖД в составе линии МЦД-2 Московских центральных диаметров.
| - Наземный вестибюль внутри 1 марта 2023 года - Здание наземного вестибюля 24 июля 2024 года - Вход в наземный вестибюль 17 мая 2024 года - Эскалатор с отметками длины 1 марта 2023 года |

## Наземный общественный транспорт
На этой станции можно пересесть на следующие маршруты городского пассажирского транспорта:
- Автобусы: м53, 418, с511, 512, 519, 524, с532, 538, т42, н6

## Строительство

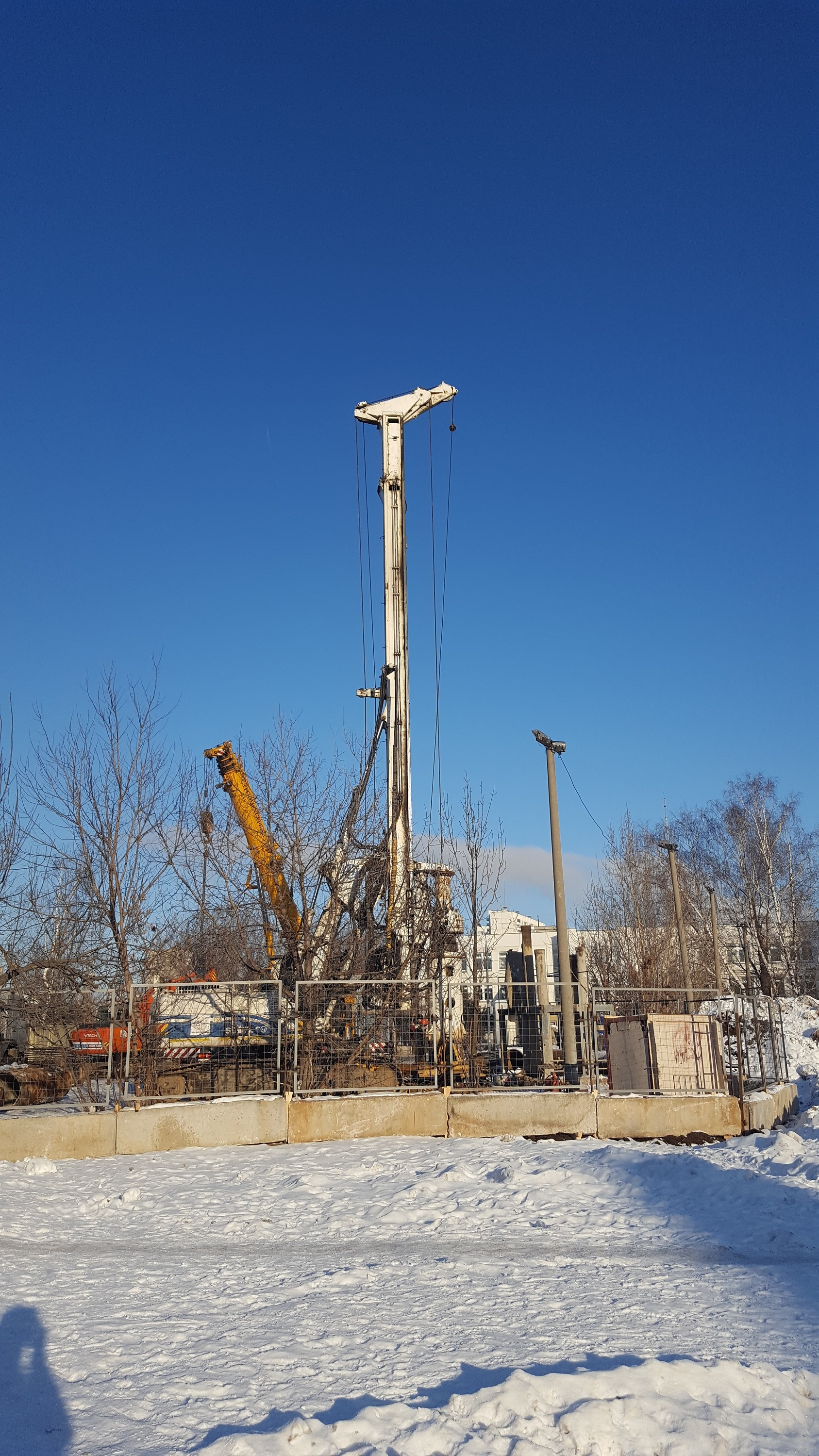
Устройство свай под ростверк стволопроходческой машины. Февраль 2017 года.

Согласно постановлению Правительства Москвы от 4 мая 2012 года станция должна была быть построена в 2016 году, однако сложность и большой объём горных работ отодвинули сроки сдачи сначала на 3 года, а затем ещё на 3 года.
Генеральный проектировщик и генеральный подрядчик по строительству — АО «Мосинжпроект».
- В 2017 году начались работы по организации стройплощадки, 7 февраля 2017 года была забурена первая свая форшахты рабочего ствола[12].
- 2 августа 2017 года начато строительство вестибюля станции[7].
- В середине ноября 2017 года завершена проходка вертикального шахтного ствола глубиной 80 метров, через который будет сооружаться станционный комплекс[13].
- В конце декабря 2017 года стало известно, что тоннели между станциями «Марьина Роща» и «Рижская» будут построены к 2020 году[14].
- 8 февраля 2018 года на станции начата проходка эскалаторного тоннеля[15].
- 26 июля 2019 года завершены работы по переустройству инженерных сетей[16].
- 13 февраля 2020 года начато строительство эскалаторного тоннеля длиной 25 м, который должен соединить строящуюся станцию метро с действующей станцией Люблинско-Дмитровской линии[17].
- 3 июня 2021 года завершена переборка боковых станционных тоннелей, приступили к раскрытию между центральным залом и боковыми станционными тоннелями[18].
- К 25 июня 2021 года готов левый станционный тоннель[19].
- 18 ноября 2021 года начали сооружать платформу[20].
- 4 февраля 2022 года началась отделка станции и переходов и строительство вспомогательных помещений[21].
- 6 июля 2022 года приступают к пусконаладке эскалатора станции «Марьина Роща» БКЛ[22].
- 16 августа 2022 года начались работы по благоустройству территории около станции[23].
- 30 ноября 2022 года. Технический запуск участка «Сокольники» — «Марьина Роща»[24].

## Оформление и архитектура
Проект станции «Марьина Роща» планировался типовым, как и у других станций Большой кольцевой линии, построенных «испанским» методом — с использованием большого 9-метрового тоннелепроходческого комплекса. В 2016 году, после отказа от сотрудничества с Bustren, АО «Мосинжпроект» создало новый проект, в котором заложение станции вновь становилось глубоким, а платформа — островной, что позволило создать достаточно удобный пересадочный узел.
Архитектурный облик станции был выбран в ходе голосования на портале «Активный гражданин», итоги подведены 13 июня 2017 года. Оформление станции содержит отсылки к фарфору, основным цветом станции стал белый. Пилоны отделаны гранитом и стилизованы под выпуклые фарфоровые колонны. Пол уложен гранитом серых оттенков.
| - Название станции - Платформа с лавками - Проход между колоннами - Распределительный зал - Распределительный зал - Переход к зоне эскалаторов - Переход |

У станции один вестибюль с четырьмя эскалаторами, длина которых составила свыше 130 метров. Это рекордная для Московского метрополитена протяжённость эскалаторов.

## Перспективы
На дальнюю перспективу было запланировано строительство от станции двух новых линий: Молжаниновской на северо-запад через одноимённый район в Зеленоград и Мытищинской на северо-восток в Мытищи и Королёв. В связи с развитием проекта МЦД и отказа от продления существующих линий метро в область судьба этих планов неизвестна.